# SMS Kronprinz Erzherzog Rudolf (1887)
SMS Kronprinz Erzherzog Rudolf byla barbetová obrněná loď Rakousko-uherského námořnictva. Rakousko-uherské námořnictvo ji provozovalo v letech 1889–1918. Od roku 1906 jako loď pobřežní obrany. Roku 1918 plavidlo získalo Jugoslávské královské námořnictvo, která jej přejmenovala na Kumbor. Roku 1922 byla sešrotována.

## Stavba

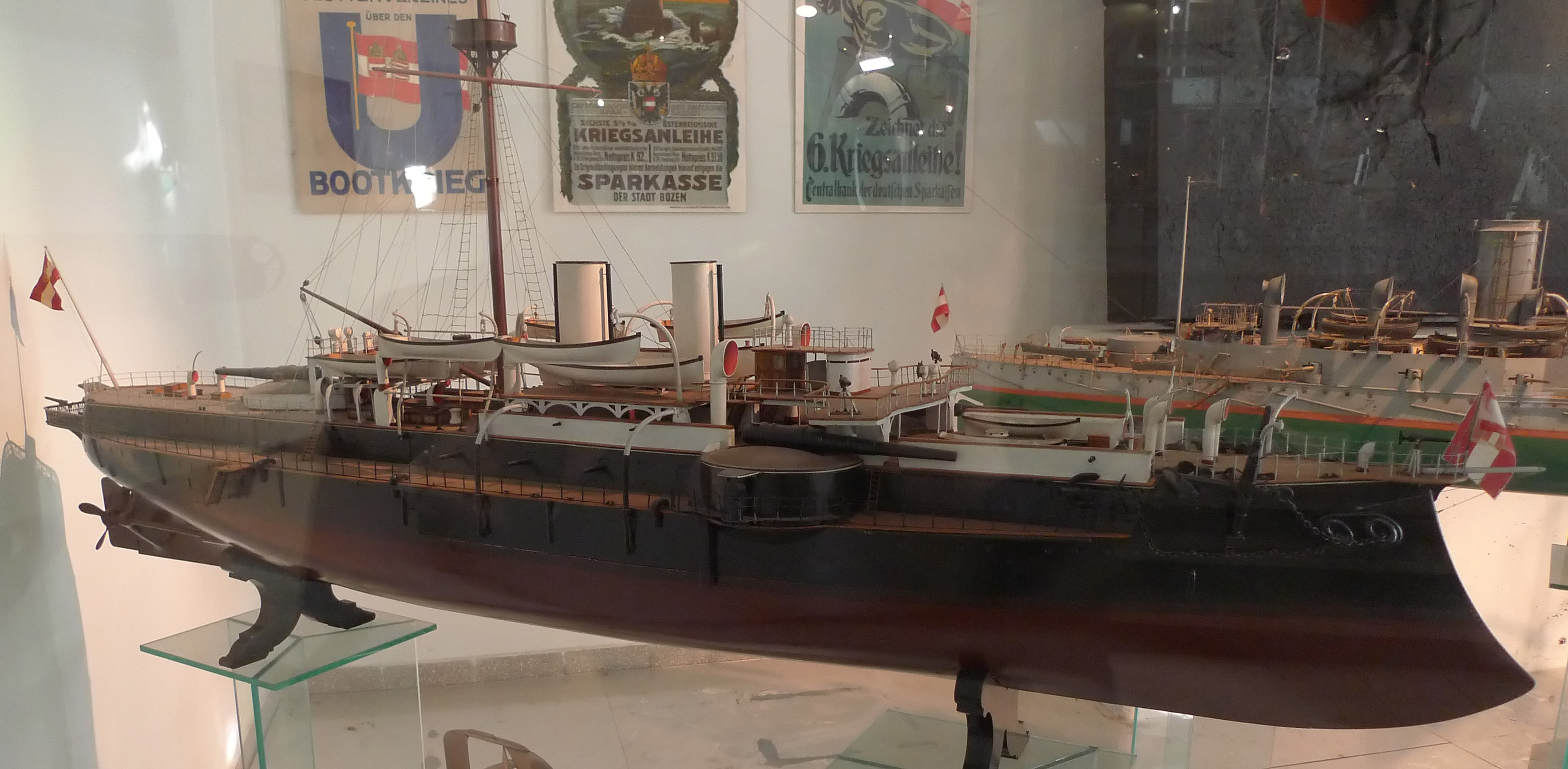
Model plavidla

Plavidlo navrhl rakouský konstruktér Josef Kuchinka. Postavil jej námořní arzenál v Pule. Kýl lodi byl založen 25. ledna 1884, trup lodi byl spuštěn na vodu 6. července 1887 a hotová bitevní loď byla do služby přijata v září 1889.

## Konstrukce

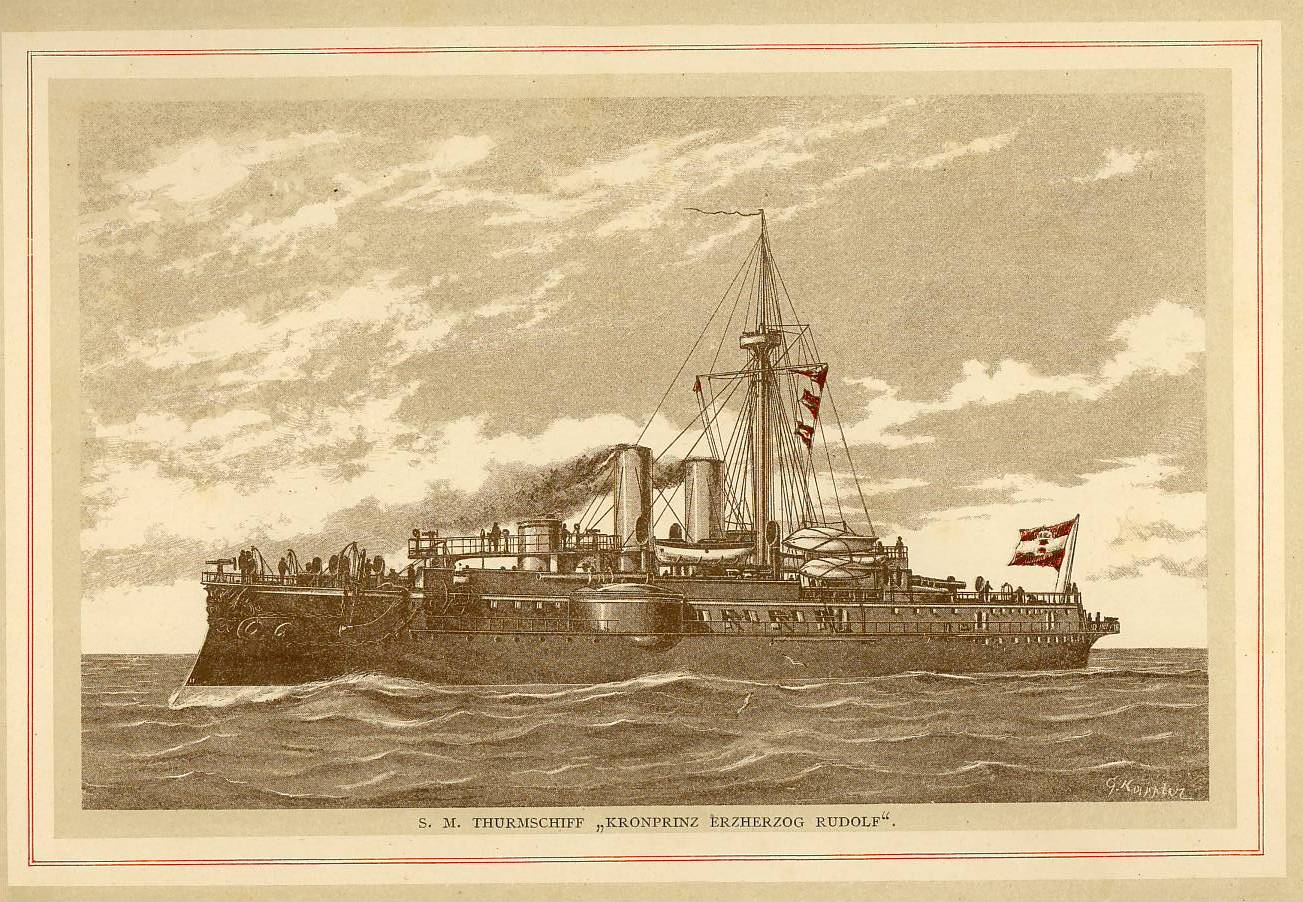
Kronprinz Erzherzog Rudolf

Hlavní výzbroj představovaly tři 30,5cm kanóny Krupp L/35, které byly umístěny po jednom na otevřených barbetách. Dvě barbety byly vedle sebe na přídi a třetí na zádi. Sekundární výzbroj tvořilo šest 12cm kanónů Krupp L/35. Lehkou výzbroj představovalo pět 4,7cm kanónů Hotchkiss L/44, dva 4,7cm kanóny Hotchkiss L/33 a dva 37mm kanóny L/44. Výzbroj doplňovaly čtyři 400mm torpédomety (po jednom na přídi, na zádi a na bocích trupu). Pohonný systém plavidel tvořily dva parní stroje s trojnásobnou expanzí o výkonu 6000 ihp, pohánějící dva lodní šrouby. Nejvyšší rychlost dosahovala 15,5 uzlu. Neseno bylo 580 tun uhlí. Dosah byl 2600 námořních mil při rychlosti 10 uzlů.